# 韋爾斯鎮區 (密歇根州馬凱特縣)
韋爾斯鎮區（英語：Wells Township）是位於美國密歇根州馬凱特縣的一個行政鎮區。

## 地方資料
韋爾斯鎮區的面積為401.84平方千米，當中陸地面積為399.69平方千米，而水域面積為2.15平方千米。根據2020年美國人口普查的數據，當地共有人口213人，而人口密度為每平方千米0.53人。